# Diplacina persephone
Diplacina persephone is een libellensoort uit de familie van de korenbouten (Libellulidae), onderorde echte libellen (Anisoptera).
De wetenschappelijke naam Diplacina persephone is voor het eerst geldig gepubliceerd in 1933 door Lieftinck.